# Grevillea tenuiflora
Grevillea tenuiflora är en tvåhjärtbladig växtart som först beskrevs av John Lindley, och fick sitt nu gällande namn av Meissner. Grevillea tenuiflora ingår i släktet Grevillea och familjen Proteaceae. Inga underarter finns listade i Catalogue of Life.